# Чичестърски университет
Чичестърският университет (на английски: University of Chichester) е английски държавен университет, разположен в Чичестър, графство Западен Съсекс, Югоизточна Англия, Великобритания. Днес специалностите, които университетът предлага, са: История, Англицистика, Теология, Психология, Музика и изпълнителски изкуства, Спорт и Педагогика.

## История
През 1839 г. на територията на днешния университетски кампус в Чичестър е построено училище за учители, т.нар. Епископско училище „Отър“ (на английски: Bishop Otter College). През 1873 г. училището се префункционализира на институт за преквалификация на жени учителки. В колежа започват да приемат мъже едва през 1960 г.
През 1940-те години е построен колеж за учители в Бонор Реджис, който днес е вторият кампус на Чичестърския университет.
През 1977 г. Епископският колеж „Отър“ в Чичестър и Колежът в Бонор Реджис се обединяват в Западносъсекски институт за висше образование (на английски: West Sussex Institute of Higher Education (WSIHE)). Между 1995 и 1999 г. институцията се нарича Чичестърски институт за висше образование. През 1999 г. името е променено на Университетски колеж Чичестър, а пълноправен университет става през октомври 2005 г.

## Галерия
- Дворецът в Бонор Реджис
- Старият параклис
- Параклис на Чичестърския университет
- Студио за театър и драма
- АртУан билдинг
- Сграда на Студентския съвет